# La Chapelle-Saint-Laurian
La Chapelle-Saint-Laurian és un municipi francès, situat al departament de l'Indre i a la regió de Centre – Vall del Loira. L'any 2007 tenia 144 habitants.

## Demografia

### Població
El 2007 la població de fet de La Chapelle-Saint-Laurian era de 144 persones. Hi havia 58 famílies, de les quals 4 eren unipersonals (4 dones vivint soles i 4 dones vivint soles), 31 parelles sense fills, 19 parelles amb fills i 4 famílies monoparentals amb fills.
La població ha evolucionat segons el següent gràfic:
Habitants censats

### Habitatges
El 2007 hi havia 72 habitatges, 58 eren l'habitatge principal de la família, 12 eren segones residències i 3 estaven desocupats. 69 eren cases i 3 eren apartaments. Dels 58 habitatges principals, 47 estaven ocupats pels seus propietaris, 10 estaven llogats i ocupats pels llogaters i 1 estava cedit a títol gratuït; 2 tenien una cambra, 2 en tenien dues, 10 en tenien tres, 20 en tenien quatre i 24 en tenien cinc o més. 45 habitatges disposaven pel capbaix d'una plaça de pàrquing. A 21 habitatges hi havia un automòbil i a 31 n'hi havia dos o més.

### Piràmide de població
La piràmide de població per edats i sexe el 2009 era:
| Homes | Edats   | Dones |
| ----- | ------- | ----- |
| 0     | 95 o +  | 0     |
| 0     | 90 a 94 | 0     |
| 4     | 85 a 89 | 4     |
| 0     | 80 a 84 | 0     |
| 0     | 75 a 79 | 4     |
| 8     | 70 a 74 | 0     |
| 4     | 65 a 69 | 12    |
| 8     | 60 a 64 | 4     |
| 4     | 55 a 59 | 8     |
| 4     | 50 a 54 | 4     |
| 4     | 45 a 49 | 4     |
| 0     | 40 a 44 | 0     |
| 8     | 35 a 39 | 8     |
| 0     | 30 a 34 | 0     |
| 8     | 25 a 29 | 0     |
| 4     | 20 a 24 | 8     |
| 0     | 15 a 19 | 0     |
| 0     | 10 a 14 | 4     |
| 4     | 5 a 9   | 4     |
| 0     | 0 a 4   | 4     |

## Economia
El 2007 la població en edat de treballar era de 79 persones, 52 eren actives i 27 eren inactives. De les 52 persones actives 48 estaven ocupades (25 homes i 23 dones) i 4 estaven aturades (2 homes i 2 dones). De les 27 persones inactives 13 estaven jubilades, 6 estaven estudiant i 8 estaven classificades com a «altres inactius».

### Ingressos
El 2009 a La Chapelle-Saint-Laurian hi havia 57 unitats fiscals que integraven 139 persones, la mediana anual d'ingressos fiscals per persona era de 17.323 €.

### Activitats econòmiques
L'únic establiment que hi havia el 2007 era d'una empresa d'hostatgeria i restauració.
L'any 2000 a La Chapelle-Saint-Laurian hi havia 14 explotacions agrícoles.

## Poblacions més properes
El següent diagrama mostra les poblacions més properes.